# Stictoptera albipuncta
Stictoptera albipuncta là một loài bướm đêm trong họ Noctuidae.